# Saint-Nicolas-de-Véroce
Saint-Nicolas-de-Véroce is een gehucht en voormalige gemeente in het Franse departement Haute-Savoie. Ze is gelegen op zo'n 1200 meter boven zeeniveau in de Val Montjoie tussen Saint-Gervais-les-Bains en Les Contamines-Montjoie. In 1974 fuseerde Saint-Nicolas met Saint-Gervais.
Historisch een gehucht van boeren en ambachtslieden, is het sinds de jaren 1970 gericht op het toerisme. Het skidorpje is geïntegreerd in het skigebied van Saint-Gervais-les-Bains en Megève, dat deel uitmaakt van Evasion Mont Blanc. Zowel in de hoofdplaats als in het gehucht Les Chattrix vertrekken skiliften.
De gelijknamige parochiekerk is een geklasseerd monument.